# Prima battaglia di Chattanooga
La prima battaglia di Chattanoga è stato uno scontro della guerra di secessione americana.

## Contesto
Alla fine della primavera del 1862 l'esercito sudista decise di dividere le proprie forze dispiegate in Tennessee in molti piccoli comandi con l'obiettivo di complicare le operazioni delle forze nordiste.
Nello stesso periodo il maggiore generale Ormsby M. Mitchel ricevette l'ordine di prendere il comando della sua divisione di stanza a Huntsville (Alabama) e di riparare le linee ferroviarie nell'area. Mitchel si occupò di oltre 100 miglia di ferrovia lungo la linea tra Nashville e Chattanooga e quella da Memphis e Charleston.

## La battaglia
Il 29 maggio 1862 Mitchel ricevevette il comando di tutte le truppe nordiste tra Nashville e Huntsville e ordinò la brigadiere generale James Scott Negley di partire alla testa di una spedizione per conquistare Chattanooga.
Gli uomini di Negley arrivarono nei pressi della città il 7 giugno e iniziarono a bombardare la città. Il giorno dopo Negley si ritirò ma l'attacco spinse il comandante Edmund Kirby Smith a riposizione le truppe sudiste a difesa di Chattanooga facilitando la presa di Cumberland Gap da parte delle forze nordiste.